# 콤스타
KOMSTA(콤스타)는 'Korean Medicine Service Team Abroad'의 약자로서 대한한의약해외의료봉사단의 영어 이름이다.
| 설립일   | 1998년 12월 12일                       |
| -------- | -------------------------------------- |
| 단장     | 이승언                                 |
| 유형     | 비영리단체                             |
| 목적     | 공중 보건 사업, 해외 한의진료 봉사활동 |
| 본부     | 대한민국 서울특별시 강서구 허준로 91   |
| 활동지역 | 세계                                   |
| 웹사이트 | 콤스타 웹사이트                        |

## 개요
KOMSTA는1993년 한의사들이 설립한 의료봉사단체로 네팔에서의 의료봉사를 시작으로 의료혜택에서 소외된 전 세계 사람들을 위한 의료봉사 활동을 펼치고 있다.
대상국 정식 의료허가를 받아 매년 해외에서 5~7회 실시하는 KOMSTA 의료봉사는 우리나라 고유의 의학인 한의학을 통해 질병으로 고통을 겪는 현지 주민들을 치료하고 있으며 지속적인 의료봉사 및 질병예방교육을 통해 모두가 건강한 삶을 영위할 수 있도록 노력하고 있다. 이를 통해 현지인들의 질병 치료뿐만 아니라 우수한 전통학문인 한의학을 홍보하고 국위선양에 이바지하고 있다.  
1993년 4월에 한방해외의료봉사단을 구성하였고, 1998년 6월 27일 대한한방해외의료봉사단을 창립하였으며, 1998년 12월 12일에는 보건복지부로부터 사단법인 대한한방해외의료봉사단 설립을 허가받았다.
2020년 3월 27일 "사단법인 대한한방해외의료봉사단"에서 "대한한의약해외의료봉사단"으로 변경되었다.

## 파견현황
2020년 12월 기준 총 29개국에서 총 159회 해외의료봉사활동을 실행하였다.
| 대륙                    | 국가명       | 방문횟수 |
| ----------------------- | ------------ | -------- |
| 동남아시아 (9개국 62회) | 베트남       | 8회      |
| 동남아시아 (9개국 62회) | 라오스       | 10회     |
| 동남아시아 (9개국 62회) | 미얀마       | 7회      |
| 동남아시아 (9개국 62회) | 필리핀       | 14회     |
| 동남아시아 (9개국 62회) | 동티모르     | 7회      |
| 동남아시아 (9개국 62회) | 캄보디아     | 11회     |
| 동남아시아 (9개국 62회) | 인도네시아   | 2회      |
| 동남아시아 (9개국 62회) | 파푸아뉴기니 | 1회      |
| 동남아시아 (9개국 62회) | 방글라데시   | 2회      |
| 동북아시아 (1개국 2회)  | 중국         | 2회      |
| 중앙아시아 (7개국 42회) | 카자흐스탄   | 6회      |
| 중앙아시아 (7개국 42회) | 키르기즈스탄 | 3회      |
| 중앙아시아 (7개국 42회) | 우즈베키스탄 | 18회     |
| 중앙아시아 (7개국 42회) | 몽골         | 9회      |
| 중앙아시아 (7개국 42회) | 사하공화국   | 1회      |
| 중앙아시아 (7개국 42회) | 타지키스탄   | 2회      |
| 중앙아시아 (7개국 42회) | 카라칼팍스탄 | 3회      |
| 서남아시아 (4개국 35회) | 터키         | 4회      |
| 서남아시아 (4개국 35회) | 스리랑카     | 14회     |
| 서남아시아 (4개국 35회) | 인도         | 8회      |
| 서남아시아 (4개국 35회) | 네팔         | 9회      |
| 아프리카 (1개국 5회)    | 에티오피아   | 5회      |
| 남아메리카 (2개국 2회)  | 브라질       | 1회      |
| 남아메리카 (2개국 2회)  | 페루         | 1회      |
| 유럽 (5개국 11회)       | 고르노알타이 | 2회      |
| 유럽 (5개국 11회)       | 우크라이나   | 1회      |
| 유럽 (5개국 11회)       | 스페인       | 2회      |
| 유럽 (5개국 11회)       | 러시아       | 5회      |
| 유럽 (5개국 11회)       | 루마니아     | 1회      |

## 수상내역
수상 내역으로는 2004년 11월에 MBC 사회봉사대상을 수상하였고 2005년 4월에는 보건복지부장관 표창을, 2005년 8월에는 대통령 표창을 수여받았으며, 2011년 12월에는 한의혜민대상(봉사)을 수상받았다.

## 해외 한방진료소
의료혜택이 매우 열악한 세계 6곳에는 지속적인 의료봉사 및 현지 의료진을 대상으로 한 한의학 교육을 위해 한방병원과 한방진료소를 설치한 바 있다.
| N | 개원연월 | 병원명                            |
| - | -------- | --------------------------------- |
| 1 | 1995. 1  | 한국 - 카자흐스탄 친선 한방병원   |
| 2 | 1997. 6  | 한국 - 우즈베키스탄 친선 한방병원 |
| 3 | 2001. 4  | 누크스 한방병원(카라칼팍스탄)     |
| 4 | 2001. 9  | 한국 - 캄보디아 한방병원          |
| 5 | 2001. 10 | 한국 - 몽골 친선 한방병원         |
| 6 | 2003. 9  | 스리랑카 한방진료소(코리안클리닉) |